# Імпульсорія

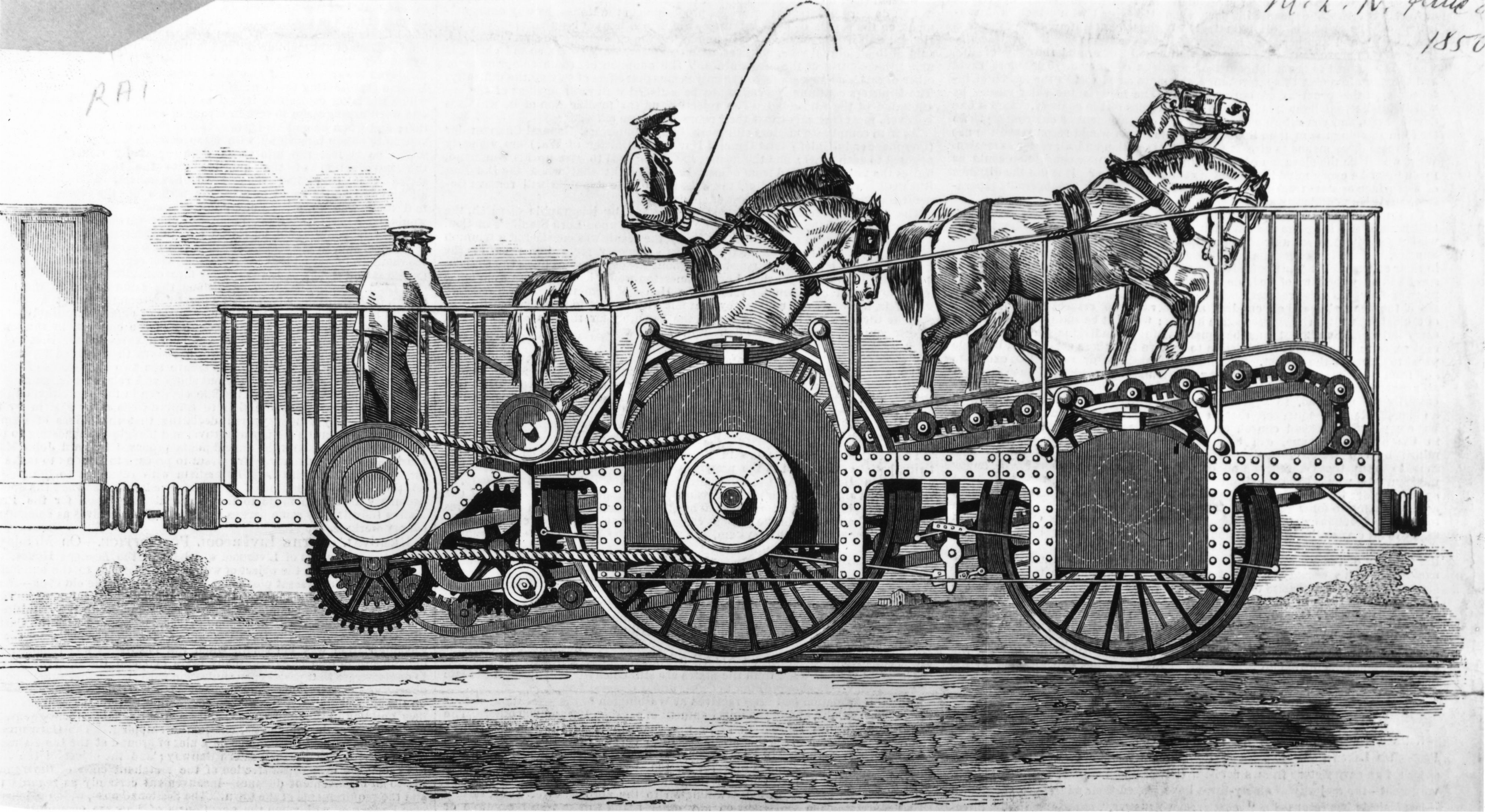
Імпульсорія у 1850 році. Малюнок з «Ілюстованих лондонських новин», № 432, 22 червня 1850 року.

Імпульсорія (англ. Impulsoria) — локомотив, що приводився в дію запряжкою коней, встановленою на спеціальній біговій доріжці, змонтованій на рамі цього локомотива. Був спроектований і побудований близько 1850 року італійським винахідником Клементе Масерано. Локомотив пройшов випробування в Лондоні в 1850 році і був виставлений на лондонській Всесвітній виставці 1851 року.

## Історія
Спроби створити локомотив, що мав би приводитися в дію за рахунок використання фізичної сили встановлених на ньому коней, були відомі задовго до виникнення імпульсорії. Такі спроби робилися в Англії, Франції і Італії, але вони були невдалими. Свій локомотив з таким принципом дії, що дістав назву Імпульсорія, приблизно у 1850 році винайшов Кліменте Массерано (італ. Clemente Masserano) з міста Пінероло, що на півночі Італії. Винахідник перевіз її з Італії до Англії, у Лондон, де вона була встановлена на рейки на кінцевій станції Найн-Елмс (Дев'ять в'язів) залізниці Лондон — Південний Захід, де її вже навесні 1850 року можна було побачити в дії. На Імпульсорії спочатку використовувалося лише двоє коней і вона добре працювала. На лондонській станції в рамках випробувань вона використовувалася для маневрових перевезень вагонів по станції і, як стверджувалося у тогочасній пресі, з причепленим вагоном розвивала швидкість до 7 миль/год, а при використанні на лінії, передбачалося, могла б розвинути швидкість до 15-20 миль/год. За час випробувань нею було перевезено по станції понад 80 вагонів. Керівництво залізниці віднеслося лояльно до винахідника Імпульсорії й надало йому всі можливості для проведення випробувань Імпульсорії, однак не придбало цей локомотив.
Незабаром над вдосконаленням імпульсорії працював професор натурфілсофії Андреа Крестадоро, що переїхав з Італії до Англії у 1849 році. У 1852 році він отримав патент на «деякі поліпшення в імпульсорії».
У 1851 році Імпульсорія була виставлена на Всесвітній виставці у Лондоні. Подальша її доля невідома. Локомотив такого типу, можливо саму Імпульсорію, було виставлено на публічний огляд у 1853 році у Берліні.

## Опис
Завдяки простому способу передачі руху від коней до тягових коліс локомотива, коні на ньому з легкістю могли працювати звичайний час — біля 8 годин на добу. Протягом цих 8 годин імпульсорія могла пройти щонайменше понад 30 км 8 раз. І оскільки кожен із 4-ох коней коштував не більш як 2 шилінги на день, загальні витрати на коней становили 8 шилінгів на день, в той час як для паровозів витрати на один лише кокс становили 6 фунтів стерлінгів, ціна якого була шість пенсів на кожну милю пробігу.
Локомотив складався з металевої рами, на якій було змонтовано дерев'яну бігову доріжку. Осьова формула локомотива може бути представлена як 1-1-0 (або 2-2-0 за класифікацією Вита). Ведучі колеса були великі — близько 2,44 м (8 футів) у діаметрі. Обидві осі мали підвіски на листових ресорах. Коні встановлювалися на безкінечній біговій доріжці, через яку рушійна сила передавалася від коней до ведучих коліс. Передача руху від коней до механізму відбувалася за допомоги доволі простого пристрою, що використовував відразу два фактори — фізичну силу коней та їхню вагу. Бігова доріжка настільки легко рухалася під ногами уярмлених на платформі коней, що коли вони перебирали ногами, то самі не просувалися вперед відносно локомотива. Бігова доріжка передавала обертовий рух осі, на якій було закріплено шків, який, у свою чергу, за допомогою линви, обертав шків ведучих коліс. Коні завжди рухалися зі своєю звичайною швидкістю, при цьому локомотив міг рухатись з будь-якою потрібною швидкістю, навіть 60 миль/год без зміни швидкості руху коня. Трансмісія була зроблена таким чином, що коні могли бути зупинені без зупинки машини і, навпаки, машина могла бути зупинена без зупинки коней. Швидкість локомотива з двома кіньми і одним причепленим вагоном сягала 7 миль/год. Припускалося, що при використанні чотирьох коней на вищій передачі, швидкість може сягнути 60-ти миль на годину, що було швидше, ніж паровози залізниці Лондон — Південний Захід.

## Виноски
1. 1 2 3 4  Railway reform [Архівовано 18 березня 2018 у Wayback Machine.]. // The Engineer and Machinist [Архівовано 18 березня 2018 у Wayback Machine.]. No 1, March 1850. P. 183—184. (англ.)
2. 1 2 3 4 5 6 7 8 9   The Patent Impulsoria. // The Illustrated London News, No 432. — Vol. XVI. June 22, 1850. P. 1. (англ.)
3. 1 2 3 4  The Patent Impulsoria [Архівовано 18 березня 2018 у Wayback Machine.]. // The Courier. Vol XXIII. Hobart town, October 12, 1850. Page 4. (англ.)
4. 1 2 3   Cuthbert Hamilton Ellis (1956). The South Western Railway: Its Mechanical History and Background, 1838—1922. Allen & Unwin. Page 54. (англ.)
5. ↑   Crestadoro, Andrea. // Dictionary of National Biography, 1885—1900, Volume 13. Pages 76 — 77. (англ.)
6. 1 2   Day, John R. (1960). More Unusual Railways. New York, Macmillan. p. 33. (англ.)